# Natalia Tułasiewicz
Natalia Tułasiewicz, née le 9 avril 1906 et morte assassinée le 31 mars 1945 est une enseignante de Poznań (Pologne) et cheffe de l'apostolat des laïcs catholiques. Membre de l'État clandestin polonais, elle meurt gazée au camp de concentration de Ravensbrück. Tułasiewicz est béatifiée en 1999 en tant que l’une des 108 martyrs polonais. 

## Biographie
Natalia Tułasiewicz est née à Rzeszów le 9 avril 1906 et son père est officier des impôts. En 1912, la famille part pour la Silésie avant de s'installer à Poznań en 1921, où elle étudie au lycée des Sœurs ursulines puis étudie le polonais à l'Université Adam-Mickiewicz de Poznań. Alors qu'elle est en étude, elle attrape la tuberculose et part en maison de repos à Rabka-Zdrój. Tułasiewicz revient à l'université et soutient sa thèse sur Adam Mickiewicz intitulée Mickiewicz a muzyka (Mickiewicz et la musique) en 1932. 
Le 10 novembre 1939, sa famille est expulsée et envoyée dans un camp de transit à Ostrowiec mais ne pouvant subvenir à leurs besoins, elle trouve un appartement pour eux à Cracovie. Elle s'implique alors dans l'éducation clandestine et devient membre de l'État clandestin polonais. En 1943, elle se porte volontaire pour partir à Hanovre, au cœur du Troisième Reich, avec d'autres femmes contraintes au travail forcé, pour leur apporter un réconfort spirituel. Là, elle organise des sessions de prière. Lorsque les Allemands l'apprennent, elle est arrêtée le 29 avril 1944, torturée en prison à Berlin, Cologne et Brauweiler et envoyée au camp de concentration de Ravensbrück à l'automne,. Le Vendredi saint 1945, elle monte sur un tabouret dans sa baraque et parle aux prisonniers de la Passion et de la Résurrection de Jésus. Deux jours plus tard, le dimanche de Pâques 31 mars, elle meurt gazée. Le camp de concentration est libéré deux jours plus tard. 
Natalia Tułasiewicz est l'une des deux seules femmes laïques parmi les 108 martyrs de la Seconde Guerre mondiale à être béatifiées le 13 juin 1999 par le pape Jean-Paul II. Elle est fêtée le 31 mars,.  

## Source
- (en) Cet article est partiellement ou en totalité issu de l’article de Wikipédia en anglais intitulé « Natalia Tułasiewicz » (voir la liste des auteurs).